# Kabinett Amato II
Das Kabinett Amato II regierte Italien vom 25. April 2000 bis zum 11. Juni 2001. Davor regierte das Kabinett D’Alema II, danach das Kabinett Berlusconi II. Die Regierung von Ministerpräsident Giuliano Amato wurde von folgenden Mitte-links-Parteien im Parlament getragen:
- Democratici di Sinistra (DS)
- Partito Popolare Italiano (PPI)
- Democratici (Dem)
- Popolari-Unione Democratici per l’Europa (UDEUR)
- Partito dei Comunisti Italiani (PdCI)
- Federazione dei Verdi (FdV)
- Rinnovamento Italiano (RI)
- Socialisti Democratici Italiani (SDI)

Das Kabinett Amato II war die letzte von insgesamt vier Mitte-links-Regierungen der von 1996 bis 2001 laufenden XIII. Legislaturperiode. Nach den Parlamentswahlen vom 13. Mai 2001, die Silvio Berlusconi mit seinem Parteienbündnis gewann, trat Amato mit seinem zweiten Kabinett zurück.

## Minister
| Ministerien                    | Name                      | Partei    |
| ------------------------------ | ------------------------- | --------- |
| Ministerpräsident              | Giuliano Amato            | parteilos |
| Äußeres                        | Lamberto Dini             | RI        |
| Inneres                        | Enzo Bianco               | Dem       |
| Justiz                         | Piero Fassino             | DS        |
| Verteidigung                   | Sergio Mattarella         | PPI       |
| Schatz und Haushalt            | Vincenzo Visco            | DS        |
| Finanzen                       | Ottaviano Del Turco       | SDI       |
| Landwirtschaft                 | Alfonso Pecoraro Scanio   | FdV       |
| Öffentliche Arbeiten           | Nerio Nesi                | PdCI      |
| Verkehr                        | Pier Luigi Bersani        | DS        |
| Industrie                      | Enrico Letta              | PPI       |
| Außenhandel                    | Enrico Letta              | PPI       |
| Post, Kommunikation            | Salvatore Cardinale       | PPI       |
| Gesundheit                     | Umberto Veronesi          | parteilos |
| Arbeit und Soziales            | Cesare Salvi              | DS        |
| Kulturgüter                    | Giovanna Melandri         | DS        |
| Umwelt                         | Willer Bordon             | Dem       |
| Schulen                        | Tullio De Mauro           | parteilos |
| Hochschulen und Forschung      | Ortensio Zecchino         | PPI       |
| Minister ohne Geschäftsbereich | Name                      | Partei    |
| Regionen                       | Agazio Loiero             | UDEUR     |
| Verwaltungsreformen            | Franco Bassanini          | DS        |
| Gleichberechtigung             | Katia Bellillo            | PdCI      |
| Europapolitik                  | Gianni Francesco Mattioli | FdV       |
| Verfassungsreformen            | Antonio Maccanico         | Dem       |
| Beziehungen zum Parlament      | Patrizia Toia             | PPI       |
| Sozialer Zusammenhalt          | Livia Turco               | DS        |